# Nicky Pastorelli

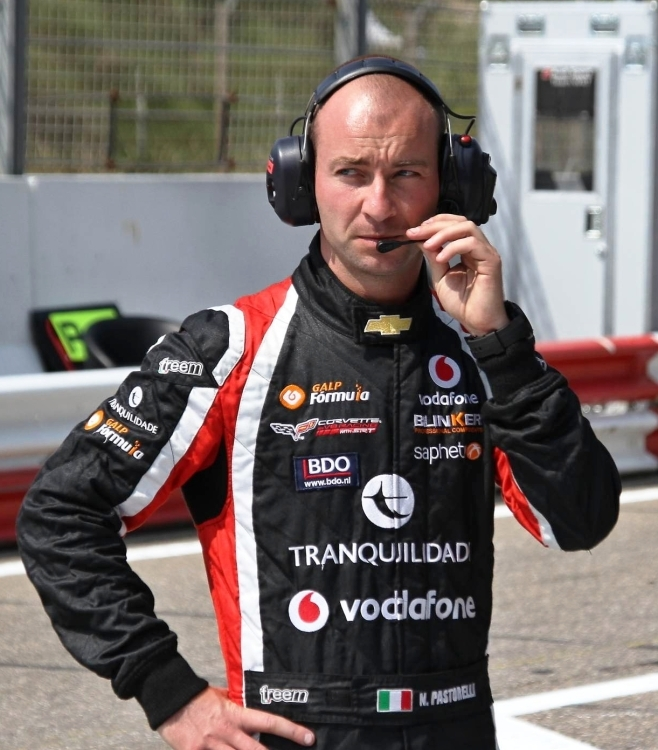
Nicky Pestorelli 2020

Nicky Pastorelli (* 11. April 1983 in Den Haag) ist ein niederländischer Rennfahrer und wohnt zurzeit in Rijswijk, (Niederlande).

## Karriere
Nach erfolgreichen Anfängen im Kartsport gewann er 2004 die Meisterschaft in der Euro Formel 3000.
Am 24. Oktober 2005 gaben Jordan Grand Prix und die Midland Group bekannt, dass sie Pastorelli als offiziellen Testfahrer und Freitagsfahrer eingestellt haben. Er war 2006 auch für das Nachfolgeteam Midland F1 geplant. Dieser Vertrag kam jedoch nicht zustande, stattdessen fuhr er 2006 für das Team Rocketsports Racing in der amerikanischen Champ-Car-Meisterschaft. Beste Platzierung war ein 6. Platz, insgesamt wurde er mit 73 erfahrenen Punkten 17. der Meisterschaftswertung und sechster der Rookiewertung. 2008 fuhr er für das deutsche Team VICI Racing in der GT-2 Klasse der American Le Mans Series.
Pastorellis Karriere verlagerte sich 2010–2012 in die FIA GT1-WM, wo er gemeinsam mit dem deutschen Team All-incl.com Motorsport auf Lamborghini Murcielago bzw. AMG Mercedes SLS GT3-Fahrzeugen startete. Danach folgten 2 Saisons in der International GT-Open Serie. Seit 2016 bestreitet er zunehmend Rennen im historischen Rennsport.

## Statistik

### Meistertitel
- 2004: Euro Formel 3000
- 2013: Spanische GT-Meisterschaft (Super GT-Klasse)
- 2020: Classic Endurance Racing (Proto 1-Klasse)

### Sebring-Ergebnisse
| Jahr | Team                 | Fahrzeug                     | Teamkollege      | Teamkollege    | Platzierung | Ausfallgrund |
| ---- | -------------------- | ---------------------------- | ---------------- | -------------- | ----------- | ------------ |
| 2011 | West Yokohama Racing | Lamborghini Gallardo LP560-4 | Dominik Schwager | Brett Sandberg | Ausfall     | Mechanik     |

## Privates
Pastorellis jüngerer Bruder Francesco Pastorelli ist ebenfalls Rennfahrer.